# ルーカス・クリッテン
ルーカス・シュパラー・クリッテン（Lukas Sparre Klitten, 2000年5月1日 - ）は、デンマーク・北ユラン地域オールボー出身のサッカー選手。フロジノーネ・カルチョ所属。ポジションはDF。

## クラブ経歴
2017年にオールボーBKのトップチームに昇格。2017-18シーズンは3試合のベンチ入りで終了。2019年4月22日のラナースFC戦でプロデビューし、デビュー戦を2-0で勝利。以降出場機会が増え、2020-21シーズンは14試合で起用された。
2021年6月18日、フロジノーネ・カルチョと4年契約を締結したことが発表された。

## 代表経歴
2017年から4年間、各ユース世代のデンマーク代表に招集された。

## 人物
- 双子のオリヴァー・クリッテン (Oliver Klitten)もサッカー選手。